# Zjednoczona Partia na rzecz Rozwoju
Zjednoczona Partia na rzecz Rozwoju (indonez. Partai Persatuan Pembangunan) – indonezyjska, islamska partia polityczna powstała w 1973 roku. Podczas okresu Nowego Ładu (tj. dyktatorskich rządów gen. Suharto w Indonezji), była obok Golkar i Indonezyjskiej Partii Demokratycznej, jednym z trzech legalnie funkcjonujących ugrupowań politycznych w kraju.

## Powstanie
Po wyborach w 1971 roku, administracja Suharto w celu ułatwienia kontroli nad wszelkimi partiami opozycyjnymi, wprowadziła dla nich obowiązek zrzeszenia się w ramach jednej z dwóch koalicji politycznych (o profilu religijnym oraz sekularnym). W skład koalicji religijnej, nazywanej Zjednoczoną Frakcją Rozwoju, weszło sunnickie Nahdatul Ulama, Indonezyjska Partia Muzułmanów (Parmusi), Partia Islamskie Stowarzyszenie Indonezji oraz Ruch Islamskiej Edukacji (Perti). Dnia 5 stycznia 1973 roku, frakcja została oficjalnie zarejestrowana jako partia polityczna pod nazwą – Zjednoczona Partia na rzecz Rozwoju.

## Poparcie podczas okresu Nowego Ładu
W wyborach zorganizowanych przez reżim Suharto (tj. 1977, 1982, 1987, 1992 i 1997), PPP klasowała się za każdym razem na drugim miejscu wyprzedzając świecką Indonezysjką Partię Demokratyczną, ustępując przy tym wyraźnie Golkar. 

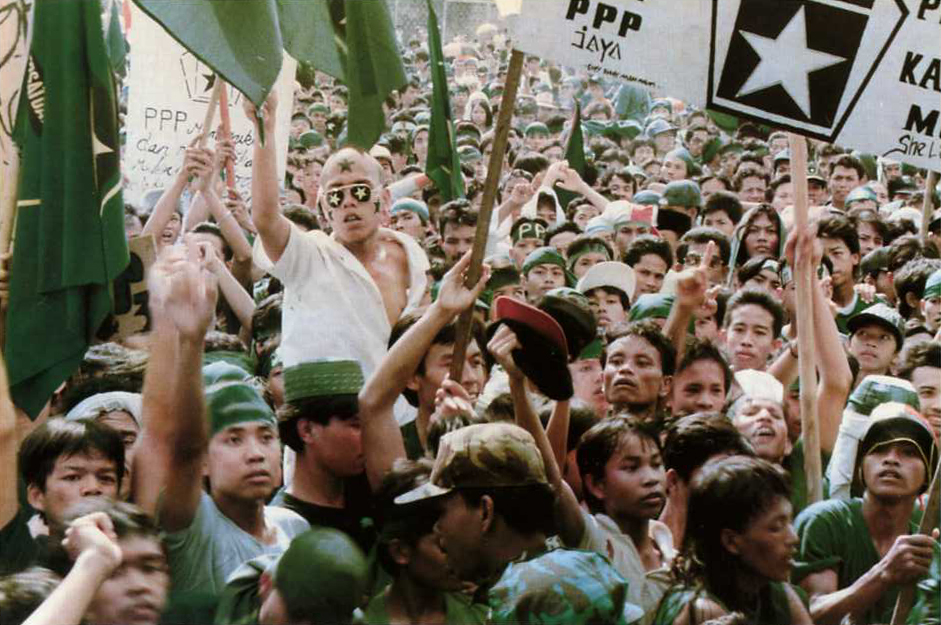
Zwolennicy PPP w Dżakarcie w 1997 roku

| Wybory | Poparcie | Zmiana punktów procentowych | Mandaty | Zmiana |
| ------ | -------- | --------------------------- | ------- | ------ |
| 1977   | 29,29%   | -                           | 99      | -      |
| 1982   | 27,78%   | 1,51%                       | 94      | 6      |
| 1987   | 15,96%   | 11,82%                      | 61      | 33     |
| 1992   | 17%      | 1,04%                       | 62      | 1      |
| 1997   | 22,66%   | 5,66%                       | 89      | 27     |

## Poparcie po upadku Nowego Ładu
Po upadku reżimu gen. Suharto, PPP poszukując swojego miejsca w nowej rzeczywistości politycznej, zaczęła prezentować się jako partię islamską i nacjonalistyczną. 
W pierwszych wolnych wyborach zorganizowanych w Indonezji w 1999 roku PPP uzyskała 10,68% głosów i 58 mandatów parlamentarnych. Pięć lat później w wyborach w 2004 roku, partia zdobyła 8,15% głosów i 58 mandatów. W wyborach w 2009 roku, ugrupowanie uzyskało 5,32% głosów (39 deputowanych). W wyborach parlamentarnych z 2014 roku, partia zajęła 9. miejsce uzyskując w wyborach 6,53% ważnie oddanych głosów. Pięć lat później w wyborach parlamentarnych w 2019 r. PPP uzyskało 19 mandatów (4,52% ważnie oddanych głosów w skali kraju).
| Wybory | Poparcie | Zmiana punktów procentowych | Mandaty | Zmiana |
| ------ | -------- | --------------------------- | ------- | ------ |
| 1999   | 10,68%   | –                           | 58      | –      |
| 2004   | 8,15%    | 2,53                        | 58      | ±0     |
| 2009   | 5,32%    | 2,83                        | 38      | 21     |
| 2014   | 6,53%    | 1,21                        | 39      | 1      |
| 2019   | 4,52%    | 2,01                        | 19      | 20     |